# Marco Richter
Pour les articles homonymes, voir Richter.
Marco Richter, né le 24 novembre 1997 à Friedberg (Allemagne), est un footballeur allemand qui évolue au poste d'attaquant au SV Darmstadt 98, en prêt de FSV Mayence.

## Biographie

### En club

#### Jeunesse et formation
Richter commence le football en 2003 dans le club de Ried. Très vite, il se fait repérer lors d'un tournoi et intègre le centre de formation du Bayern Munich. Après huit années passées au sein du centre de formation du Bayern, il rejoint celui du FC Augsbourg. Puis, à l'âge de 19 ans, il signe son premier contrat pro.

#### FC Augsbourg
Pour sa première apparition en Bundesliga, Richter entre en jeu face au TSG Hoffenheim, le 14 octobre 2017.

### En sélection
Le 7 septembre 2018, il joue son premier match avec les espoirs, lors d'une rencontre amicale face au Mexique (victoire 3-0).

## Statistiques
| Saison                | Club                  | Championnat           | Championnat | Championnat | Coupe(s) nationale(s) | Coupe(s) nationale(s) | Compétition(s) continentale(s) | Compétition(s) continentale(s) | Compétition(s) continentale(s) | Barrages | Barrages | Total | Total |
| Saison                | Club                  | Division              | M.          | B.          | M.                    | B.                    | Comp.                          | M.                             | B.                             | M.       | B.       | M.    | B.    |
| 2017-2018             | FC Augsbourg          | Bundesliga            | 12          | 1           | -                     | -                     | -                              | -                              | -                              | -        | -        | 12    | 1     |
| 2018-2019             | FC Augsbourg          | Bundesliga            | 25          | 4           | 4                     | 1                     | -                              | -                              | -                              | -        | -        | 29    | 5     |
| 2019-2020             | FC Augsbourg          | Bundesliga            | 31          | 4           | 1                     | 0                     | -                              | -                              | -                              | -        | -        | 32    | 4     |
| 2020-2021             | FC Augsbourg          | Bundesliga            | 29          | 3           | -                     | -                     | -                              | -                              | -                              | -        | -        | 29    | 3     |
| Sous-total            | Sous-total            | Sous-total            | 97          | 12          | 5                     | 1                     | -                              | 0                              | 0                              | 0        | 0        | 102   | 13    |
| 2021-2022             | Hertha BSC            | Bundesliga            | 30          | 5           | 2                     | 1                     | -                              | -                              | -                              | 1        | 0        | 33    | 6     |
| 2022-2023             | Hertha BSC            | Bundesliga            | 29          | 6           | -                     | -                     | -                              | -                              | -                              | -        | -        | 29    | 6     |
| 2023-2024             | Hertha BSC            | 2. Bundesliga         | 3           | 0           | 1                     | 2                     | -                              | -                              | -                              | -        | -        | 4     | 2     |
| Sous-total            | Sous-total            | Sous-total            | 62          | 11          | 3                     | 3                     | -                              | 0                              | 0                              | 1        | 0        | 66    | 14    |
| 2023-2024             | 1. FSV Mayence 05     | Bundesliga            | 15          | 1           | 1                     | 0                     | -                              | -                              | -                              | -        | -        | 16    | 1     |
| Sous-total            | Sous-total            | Sous-total            | 15          | 1           | 1                     | 0                     | -                              | 0                              | 0                              | 0        | 0        | 16    | 1     |
| Total sur la carrière | Total sur la carrière | Total sur la carrière | 173         | 23          | 9                     | 4                     | -                              | 0                              | 0                              | 1        | 0        | 183   | 27    |